# Campionati europei di atletica leggera 2014
I XXII campionati europei di atletica leggera si sono tenuti a Zurigo, in Svizzera, dal 12 al 17 agosto 2014 al Stadio Letzigrund. Gli atleti hanno gareggiato in 47 specialità: 24 maschili e 23 femminili; sono state assegnate 47 medaglie d'oro, 47 d'argento e 48 di bronzo.

## Nazioni partecipanti
Tra parentesi, il numero di atleti partecipanti per nazione.
- Albania (2)
- Andorra (2)
- Armenia (3)
- Austria (13)
- Azerbaigian (2)
- Bielorussia (29)
- Belgio (35)
- Bosnia ed Erzegovina (4)
- Bulgaria (22)
- Croazia (23)
- Cipro (7)
- Rep. Ceca (42)
- Danimarca (14)
- Estonia (26)
- Finlandia (36)
- Francia (57)
- Georgia (3)

- Germania (93)
- Gibilterra (3)
- Gran Bretagna (74)
- Grecia (26)
- Ungheria (27)
- Islanda (5)
- Irlanda (25)
- Israele (10)
- Italia (78)
- Lettonia (26)
- Liechtenstein (1)
- Lituania (35)
- Lussemburgo (4)
- Macedonia del Nord (2)
- Malta (2)
- Moldavia (3)
- Monaco (1)

- Montenegro (1)
- Paesi Bassi (43)
- Norvegia (40)
- Polonia (62)
- Portogallo (44)
- Romania (20)
- Russia (93)
- San Marino (2)
- Serbia (11)
- Slovacchia (25)
- Slovenia (15)
- Spagna (74)
- Svezia (60)
- Svizzera (53) (nazione ospitante)
- Turchia (29)
- Ucraina (70)

## Calendario
| Data                   | 12 | 12 | 13 | 13   | 14 | 14   | 15 | 15 | 16 | 16 | 17 | 17 |
| Evento                 |    |    |    |      |    |      |    |    |    |    |    |    |
| ---------------------- | -- | -- | -- | ---- | -- | ---- | -- | -- | -- | -- | -- | -- |
| 100 m                  |    | B  |    | SF F |    |      |    |    |    |    |    |    |
| 200 m                  |    |    |    |      | B  | SF   |    | F  |    |    |    |    |
| 400 m                  | B  |    |    | SF   |    |      |    | F  |    |    |    |    |
| 800 m                  |    | B  |    | SF   |    |      |    | F  |    |    |    |    |
| 1 500 m                |    |    |    |      |    |      | B  |    |    |    |    | F  |
| 5 000 m                |    |    |    |      |    |      | B  |    |    |    |    | F  |
| 10 000 m               |    |    |    | F    |    |      |    |    |    |    |    |    |
| Maratona               |    |    |    |      |    |      |    |    |    |    | F  |    |
| 110 m hs               |    |    | B  |      |    | SF F |    |    |    |    |    |    |
| 400 m hs               | B  |    |    | SF   |    |      |    | F  |    |    |    |    |
| 3 000 m siepi          | B  |    |    |      |    | F    |    |    |    |    |    |    |
| Salto in alto          |    |    | Q  |      |    |      |    | F  |    |    |    |    |
| Salto con l'asta       |    |    |    |      | Q  |      |    |    |    | F  |    |    |
| Salto in lungo         |    |    |    |      |    |      |    | Q  |    |    |    | F  |
| Salto triplo           | Q  |    |    |      |    | F    |    |    |    |    |    |    |
| Getto del peso         | Q  | F  |    |      |    |      |    |    |    |    |    |    |
| Lancio del disco       |    | Q  |    | F    |    |      |    |    |    |    |    |    |
| Lancio del martello    |    |    |    |      | Q  |      |    |    |    | F  |    |    |
| Lancio del giavellotto |    |    |    |      |    | Q    |    |    |    |    |    | F  |
| Decathlon              | F  | F  | F  | F    |    |      |    |    |    |    |    |    |
| Marcia 20 km           |    |    | F  |      |    |      |    |    |    |    |    |    |
| Marcia 50 km           |    |    |    |      |    |      | F  |    |    |    |    |    |
| 4×100 m                |    |    |    |      |    |      |    |    |    | B  |    | F  |
| 4×400 m                |    |    |    |      |    |      |    |    |    | B  |    | F  |

| P | Batterie preliminari | B | Batterie | Q | Qualificazioni | SF | Semifinali | F | Finale |

| Data                   | 12 | 12 | 13 | 13   | 14 | 14 | 15 | 15 | 16 | 16 | 17 | 17 |
| Evento                 |    |    |    |      |    |    |    |    |    |    |    |    |
| ---------------------- | -- | -- | -- | ---- | -- | -- | -- | -- | -- | -- | -- | -- |
| 100 m                  | B  |    |    | SF F |    |    |    |    |    |    |    |    |
| 200 m                  |    |    |    |      | B  | SF |    | F  |    |    |    |    |
| 400 m                  |    | B  |    | SF   |    |    |    | F  |    |    |    |    |
| 800 m                  |    |    | B  |      |    | SF |    |    |    | F  |    |    |
| 1 500 m                | B  |    |    |      |    |    |    | F  |    |    |    |    |
| 5 000 m                |    |    |    |      | B  |    |    |    |    | F  |    |    |
| 10 000 m               |    | F  |    |      |    |    |    |    |    |    |    |    |
| Maratona               |    |    |    |      |    |    |    |    | F  |    |    |    |
| 100 m hs               | B  | SF |    | F    |    |    |    |    |    |    |    |    |
| 400 m hs               |    |    | B  |      |    | SF |    |    |    | F  |    |    |
| 3 000 m siepi          |    |    |    |      |    |    | B  |    |    |    |    | F  |
| Salto in alto          |    |    |    |      |    |    | Q  |    |    |    |    | F  |
| Salto con l'asta       | Q  |    |    |      |    | F  |    |    |    |    |    |    |
| Salto in lungo         |    | Q  |    | F    |    |    |    |    |    |    |    |    |
| Salto triplo           |    |    |    | Q    |    |    |    |    |    | F  |    |    |
| Getto del peso         |    |    |    |      |    |    | Q  |    |    |    |    | F  |
| Lancio del disco       |    |    |    |      |    |    | Q  |    |    | F  |    |    |
| Lancio del martello    |    |    | Q  |      |    |    |    | F  |    |    |    |    |
| Lancio del giavellotto | Q  |    |    |      |    | F  |    |    |    |    |    |    |
| Eptathlon              |    |    |    |      | F  | F  | F  | F  |    |    |    |    |
| Marcia 20 km           |    |    |    |      | F  |    |    |    |    |    |    |    |
| 4×100 m                |    |    |    |      |    |    |    |    |    | B  |    | F  |
| 4×400 m                |    |    |    |      |    |    |    |    |    | B  |    | F  |

## Risultati

### Uomini
| Specialità | Oro                                                                              | Prestazione | Argento                                                                | Prestazione | Bronzo                                                                | Prestazione |
| Corse piane |                                                                                  |             |                                                                        |             |                                                                       |             |
| 100 metri (dettagli) | James Dasaolu                                                                    | 10"06       | Christophe Lemaitre                                                    | 10"13       | Harry Aikines-Aryeetey                                                | 10"22       |
| 200 metri (dettagli) | Adam Gemili                                                                      | 19"98       | Christophe Lemaitre                                                    | 20"15       | Serhij Smelyk                                                         | 20"30       |
| 400 metri (dettagli) | Martyn Rooney                                                                    | 44"71       | Matthew Hudson-Smith                                                   | 44"75       | Donald Sanford                                                        | 45"27       |
| 800 metri (dettagli) | Adam Kszczot                                                                     | 1'44"15     | Artur Kuciapski                                                        | 1'44"89     | Mark English                                                          | 1'45"03 =   |
| 1.500 metri (dettagli) | Mahiedine Mekhissi-Benabbad                                                      | 3'45"60     | Henrik Ingebrigtsen                                                    | 3'46"10     | Chris O'Hare                                                          | 3'46"18     |
| 5.000 metri (dettagli) | Mohamed Farah                                                                    | 14'05"82    | Hayle İbrahimov                                                        | 14'08"32    | Andy Vernon                                                           | 14'09"48    |
| 10.000 metri (dettagli) | Mohamed Farah                                                                    | 28'08"11    | Andy Vernon                                                            | 28'08"66    | Ali Kaya                                                              | 28'08"72    |
| Corse a ostacoli |                                                                                  |             |                                                                        |             |                                                                       |             |
| 110 metri ostacoli (dettagli) | Sergej Šubenkov                                                                  | 13"19       | William Sharman                                                        | 13"27       | Pascal Martinot-Lagarde                                               | 13"29       |
| 400 metri ostacoli (dettagli) | Kariem Hussein                                                                   | 48"96       | Rasmus Mägi                                                            | 49"06       | Denis Kudrjavcev                                                      | 49"16       |
| 3.000 metri siepi (dettagli) | Yoann Kowal                                                                      | 8'26"66     | Krystian Zalewski                                                      | 8'27"11     | Ángel Mullera                                                         | 8'29"16     |
| Prove su strada |                                                                                  |             |                                                                        |             |                                                                       |             |
| Maratona (dettagli) | Daniele Meucci                                                                   | 2h11'08"    | Yared Shegumo                                                          | 2h12'00"    | Aleksej Reunkov                                                       | 2h12'15"    |
| Marcia 20 km (dettagli) | Miguel Ángel López                                                               | 1h19'44"    | Denis Strelkov                                                         | 1h19'46"    | Ruslan Dmytrenko                                                      | 1h19'46"    |
| Marcia 50 km (dettagli) | Yohann Diniz                                                                     | 3h32'33"    | Matej Tóth                                                             | 3h36'21"    | Ivan Noskov                                                           | 3h37'41"    |
| Salti |                                                                                  |             |                                                                        |             |                                                                       |             |
| Salto in alto (dettagli) | Bohdan Bondarenko                                                                | 2,35 m      | Andrij Procenko                                                        | 2,33 m      | Ivan Uchov                                                            | 2,30 m      |
| Salto con l'asta (dettagli) | Renaud Lavillenie                                                                | 5,90 m      | Paweł Wojciechowski                                                    | 5,70 m      | Kévin Menaldo Jan Kudlička                                            | 5,70 m      |
| Salto in lungo (dettagli) | Greg Rutherford                                                                  | 8,29 m      | Loúis Tsátoumas                                                        | 8,15 m      | Kafétien Gomis                                                        | 8,14 m      |
| Salto triplo (dettagli) | Benjamin Compaoré                                                                | 17,46 m     | Ljukman Adams                                                          | 17,09 m     | Aleksej Fëdorov                                                       | 17,04 m     |
| Lanci |                                                                                  |             |                                                                        |             |                                                                       |             |
| Getto del peso (dettagli) | David Storl                                                                      | 21,41 m     | Borja Vivas                                                            | 20,86 m     | Tomasz Majewski                                                       | 20,83 m     |
| Lancio del disco (dettagli) | Robert Harting                                                                   | 66,07 m     | Gerd Kanter                                                            | 64,75 m     | Robert Urbanek                                                        | 63,81 m     |
| Lancio del giavellotto (dettagli) | Antti Ruuskanen                                                                  | 88,01 m     | Vítězslav Veselý                                                       | 84,79 m     | Tero Pitkämäki                                                        | 84,40 m     |
| Lancio del martello (dettagli) | Krisztián Pars                                                                   | 82,69 m     | Paweł Fajdek                                                           | 82,05 m     | Sergej Litvinov                                                       | 79,35 m     |
| Prove multiple |                                                                                  |             |                                                                        |             |                                                                       |             |
| Decathlon (dettagli) | Andrėj Kraŭčanka                                                                 | 8616        | Kévin Mayer                                                            | 8521        | Il'ja Škurenëv                                                        | 8498        |
| Staffette |                                                                                  |             |                                                                        |             |                                                                       |             |
| 4×100 metri (dettagli) | Gran Bretagna James Ellington Harry Aikines-Aryeetey Richard Kilty Adam Gemili   | 37"93       | Germania Julian Reus Sven Knipphals Alexander Kosenkow Lucas Jakubczyk | 38"09       | Francia Pierre Vincent Christophe Lemaitre Teddy Tinmar Ben Bassaw    | 38"47       |
| 4×400 metri (dettagli) | Gran Bretagna Conrad Williams Matthew Hudson-Smith Michael Bingham Martyn Rooney | 2'58"79     | Polonia Rafał Omelko Kacper Kozłowski Łukasz Krawczuk Jakub Krzewina   | 2'59"85     | Russia Mame-Ibra Anne Teddy Atine-Venel Mamoudou Hanne Thomas Jordier | 2'59"89     |
| record mondiale; record mondiale stagionale; record europeo; record europeo stagionale; record dei campionati; record nazionale; record personale; record personale stagionale. |                                                                                  |             |                                                                        |             |                                                                       |             |

### Donne
| Specialità | Oro                                                                    | Prestazione | Argento                                                                   | Prestazione | Bronzo                                                                         | Prestazione |
| Corse piane |                                                                        |             |                                                                           |             |                                                                                |             |
| 100 metri (dettagli) | Dafne Schippers                                                        | 11"12       | Myriam Soumaré                                                            | 11"16       | Ashleigh Nelson                                                                | 11"22       |
| 200 metri (dettagli) | Dafne Schippers                                                        | 22"03       | Jodie Williams                                                            | 22"46       | Myriam Soumaré                                                                 | 22"58       |
| 400 metri (dettagli) | Libania Grenot                                                         | 51"10       | Ol'ha Zemljak                                                             | 51"36       | Indira Terrero                                                                 | 51"38       |
| 800 metri (dettagli) | Maryna Arzamasava                                                      | 1'58"15     | Lynsey Sharp                                                              | 1'58"80     | Joanna Jóźwik                                                                  | 1'59"63     |
| 1.500 metri (dettagli) | Sifan Hassan                                                           | 4'04"18     | Abeba Aregawi                                                             | 4'05"08     | Laura Weightman                                                                | 4'06"32     |
| 5.000 metri (dettagli) | Meraf Bahta                                                            | 15'31"39    | Sifan Hassan                                                              | 15'31"79    | Susan Kuijken                                                                  | 15'32"82    |
| 10.000 metri (dettagli) | Jo Pavey                                                               | 32'22"39    | Clémence Calvin                                                           | 32'23"58    | Laila Traby                                                                    | 32'26"03    |
| Corse a ostacoli |                                                                        |             |                                                                           |             |                                                                                |             |
| 100 metri ostacoli (dettagli) | Tiffany Porter                                                         | 12"76       | Cindy Billaud                                                             | 12"79       | Cindy Roleder                                                                  | 12"82       |
| 400 metri ostacoli (dettagli) | Eilidh Child                                                           | 54"48       | Hanna Titimec'                                                            | 54"56       | Denisa Rosolová                                                                | 54"70       |
| 3.000 metri siepi (dettagli) | Antje Moldner-Schmidt                                                  | 9'29"43     | Charlotta Fougberg                                                        | 9'30"16     | Diana Martin                                                                   | 9'30"70     |
| Prove su strada |                                                                        |             |                                                                           |             |                                                                                |             |
| Maratona (dettagli) | Christelle Daunay                                                      | 2h25'14"    | Valeria Straneo                                                           | 2h25'27"    | Jéssica Augusto                                                                | 2h25'41"    |
| Marcia 20 km (dettagli) | Ėl'mira Alembekova                                                     | 1h27'56"    | Ljudmyla Oljanovs'ka                                                      | 1h28'07"    | Anežka Drahotová                                                               | 1h28'08"    |
| Salti |                                                                        |             |                                                                           |             |                                                                                |             |
| Salto in alto (dettagli) | Ruth Beitia                                                            | 2,01 m      | Marija Lasickene                                                          | 1,99 m      | Ana Šimić                                                                      | 1,99 m      |
| Salto con l'asta (dettagli) | Anželika Sidorova                                                      | 4,65 m      | Ekateríni Stefanídi                                                       | 4,60 m      | Angelina Žuk-Krasnova                                                          | 4,60 m      |
| Salto in lungo (dettagli) | Éloyse Lesueur                                                         | 6,85 m      | Ivana Španović                                                            | 6,81 m      | Dar'ja Klišina                                                                 | 6,65 m      |
| Salto triplo (dettagli) | Ol'ha Saladucha                                                        | 14,73 m     | Ekaterina Koneva                                                          | 14,69 m     | Irina Gumenjuk                                                                 | 14,46 m     |
| Lanci |                                                                        |             |                                                                           |             |                                                                                |             |
| Getto del peso (dettagli) | Christina Schwanitz                                                    | 19,90 m     | Evgenija Kolodko                                                          | 19,39 m     | Anita Márton                                                                   | 19,04 m     |
| Lancio del disco (dettagli) | Sandra Perković                                                        | 71,08 m     | Mélina Robert-Michon                                                      | 65,33 m     | Shanice Craft                                                                  | 64,33 m     |
| Lancio del giavellotto (dettagli) | Barbora Špotáková                                                      | 64,41 m     | Tatjana Jelača                                                            | 64,21 m     | Linda Stahl                                                                    | 63,91 m     |
| Lancio del martello (dettagli) | Anita Włodarczyk                                                       | 78,76 m     | Martina Hrašnová                                                          | 74,66 m     | Joanna Fiodorow                                                                | 73,67 m     |
| Prove multiple |                                                                        |             |                                                                           |             |                                                                                |             |
| Eptathlon (dettagli) | Antoinette Nana Djimou                                                 | 6551 p.     | Nadine Broersen                                                           | 6498 p.     | Nafissatou Thiam                                                               | 6423 p.     |
| Staffette |                                                                        |             |                                                                           |             |                                                                                |             |
| 4×100 metri (dettagli) | Gran Bretagna Asha Philip Ashleigh Nelson Jodie Williams Desiree Henry | 42"24       | Francia Céline Distel-Bonnet Ayodelé Ikuesan Myriam Soumaré Stella Akakpo | 42"45       | Russia Marina Panteleeva Natal'ja Rusakova Elizaveta Savlinis Kristina Sivkova | 43"22       |
| 4×400 metri (dettagli) | Francia Marie Gayot Muriel Hurtis Agnes Raharolahy Floria Guei         | 3'24"27     | Ucraina Natalija Pyhyda Chrystyna Stuj Hanna Ryžykova Ol'ha Zemljak       | 3'24"32     | Gran Bretagna Eilidh Child Kelly Massey Shana Cox Margaret Adeoye              | 3'24"34     |
| record mondiale; record mondiale stagionale; record europeo; record europeo stagionale; record dei campionati; record nazionale; record personale; record personale stagionale. |                                                                        |             |                                                                           |             |                                                                                |             |

## Medagliere
Legenda
     Paese ospitante
| Posizione | Paese         | Oro | Argento | Bronzo | Totale |
| --------- | ------------- | --- | ------- | ------ | ------ |
| 1         | Gran Bretagna | 12  | 5       | 6      | 23     |
| 2         | Francia       | 9   | 8       | 6      | 23     |
| 3         | Germania      | 4   | 1       | 3      | 8      |
| 4         | Russia        | 3   | 6       | 12     | 21     |
| 5         | Paesi Bassi   | 3   | 2       | 1      | 6      |
| 6         | Polonia       | 2   | 5       | 5      | 12     |
| 7         | Ucraina       | 2   | 5       | 2      | 9      |
| 8         | Spagna        | 2   | 1       | 3      | 6      |
| 9         | Italia        | 2   | 1       | 0      | 3      |
| 10        | Bielorussia   | 2   | 0       | 0      | 2      |
| 11        | Svezia        | 1   | 2       | 0      | 3      |
| 12        | Rep. Ceca     | 1   | 1       | 2      | 4      |
| 13        | Croazia       | 1   | 0       | 1      | 2      |
| 13        | Finlandia     | 1   | 0       | 1      | 2      |
| 13        | Ungheria      | 1   | 0       | 1      | 2      |
| 16        | Svizzera      | 1   | 0       | 0      | 1      |
| 17        | Estonia       | 0   | 2       | 0      | 2      |
| 17        | Grecia        | 0   | 2       | 0      | 2      |
| 17        | Serbia        | 0   | 2       | 0      | 2      |
| 17        | Slovacchia    | 0   | 2       | 0      | 2      |
| 21        | Azerbaigian   | 0   | 1       | 0      | 1      |
| 21        | Norvegia      | 0   | 1       | 0      | 1      |
| 23        | Belgio        | 0   | 0       | 1      | 1      |
| 23        | Irlanda       | 0   | 0       | 1      | 1      |
| 23        | Israele       | 0   | 0       | 1      | 1      |
| 23        | Portogallo    | 0   | 0       | 1      | 1      |
| 23        | Turchia       | 0   | 0       | 1      | 1      |
| Totale    | Totale        | 47  | 47      | 48     | 142    |